# NGC 3
NGC 3 je lečasta galaksija v ozvezdju Rib. Njen navidezni sij je 14,2m. Od Sonca je oddaljena približno 47,8 milijonov parsekov, oziroma 155,90 milijonov svetlobnih let.
Galaksijo je odkril Albert Marth 29. novembra 1864 istočasno kot galaksijo NGC 4 z 48 palčnim (1219 mm) reflektorjem, tedaj drugim največjim daljnogledom na svetu.